# 三里桥街道 (武汉市)
三里桥街道是中华人民共和国湖北省武汉市黄陂区下辖的一个街道办事处。
2013年1月9日，湖北省民政厅批复同意撤销三里镇，设立三里桥街道办事处。

## 行政区划
三里桥街道下辖以下村级行政区划单位：
银湖社区、白水湖村、邓畈村、大石桥村、长堤村、东河村、救命寺村、红联村、沿堤村、河边村、童门口村、二道河村、王家墩村、风斗湖村和新塔村。